# Ористано
Ориста́но (итал. Oristano, сард. Aristanis, Oristanis) — коммуна в Италии на острове Сардиния, которая является столицей провинции Ористано и одним из портов западного побережья острова Сардиния.
Население составляет 32 454 человека (2008 г.), плотность населения — 389 чел./км². Занимает площадь 85 км². Почтовый индекс — 9170. Телефонный код — 0783.
Покровителем населённого пункта считается святой Архелай, празднование 13 февраля.

## История
Ористано был известен византийцам как Аристанис (на виз. греч.: Αριστάνις) и основан недалеко от древнего финикийского поселения Отока (ныне Санта-Джуста). 
Ористано приобрёл значение в 1070 году, когда в результате частых нападений сарацин архиепископ Торкоторио сделал его резиденцией епископства, которое ранее находилось в близлежащем прибрежном городе Таррос. Он также стал столицей юдиката Арборея. Тогда же началось возведение укреплений, строительство которых продолжалось до тех пор, пока к власти не пришёл Мариано II.
В средние века Ористано боролся за власть над всем островом Сардиния и поэтому вёл войны против других сардинских юдикатов, кульминацией которых стала попытка завоевать весь остров во время правления Мариано IV (1347—1375), его сына Угоне III (1376—1383) и дочери Элеоноры (1383—1404). Арборея считалось последним сардинским королевством, прекратившим своё существование в 1420 году, примерно через 10 лет после битвы при Санлури. Захватившие юдикат арагонцы преобразовали его в маркизат Орестано. 
Маркизат был ликвидирован в 1478 году после восстания последнего маркиза Орестано Леонардо Алагона, разбитого при Макомере каталонскими войсками Королевства Арагон.
После этого история Ористано была частью историей острова Сардиния, который до 1708 года был арагонским, затем испанским владением, а с 1720 года вошёл в состав Пьемонта, затем стал частью объединённой Италии. 
В апреле 1921 года Давид Кова, Эмилио Луссу, Камилло Беллиени и ряд других сардинских ветеранов Первой мировой войны основали в городе сепаратистскую Сардинскую партию действия.

## Демография
Динамика населения:

## Администрация коммуны
- Официальный сайт: http://www.comune.oristano.it/